# 李洳波
李洳波（1949年9月—），河南漯河人，中國武術家，國家一級武術裁判、中國武術八段。為中国国家级非物质文化遗产代表性项目（心意六和拳）代表性传承人。

## 生平
從小隨吕瑞芳學習心意拳，又隨王培生學習吳氏太極拳。1967年結束知青生活，在漯河市的一家磷肥厂當工人，後升為副廠長。
1999年12月，李洳波於漯河市組織舉辦首届全国心意六合拳研讨会。2000年8月，於漯河市舉辦首届心意六合拳交流大会。他曾走訪多個省分搜集資料，編撰成書籍《心意六合拳》，其长达24万字，被列入《国术丛书》內出版。亦曾擔任漯河市武术协会主席、漯河市心意拳研究会永久会长、世界武术研究学会名誉会长等職。2012年，被列為第四批国家级非物质文化遗产代表性项目代表性传承人。